# 蒂讷河畔马拉尔斯
蒂讷河畔马拉尔斯（法語：Malarce-sur-la-Thines，法語發音：[malaʁs syʁ la tin]）是法国阿尔代什省的一个市镇，属于拉让蒂耶尔区。

## 历史
该市镇于1975年由原市镇马拉尔斯（Malarce）、拉菲热尔（Lafigère）和蒂讷（Thines）合并而成。

## 地理
蒂讷河畔马拉尔斯（44°26'45"N, 4°4'20"E）面积37.34 平方千米，位于法国奥弗涅-罗讷-阿尔卑斯大区阿尔代什省，该省份为法国东南部内陆省份，北起顺时针与卢瓦尔省、伊泽尔省、德龙省、沃克吕兹省、加尔省、洛泽尔省和上盧瓦爾省接壤。
与蒂讷河畔马拉尔斯接壤的市镇（或旧市镇、城区）包括：格拉维耶尔、蒙塞尔格、萨布利耶尔、圣玛格丽特-拉菲热尔、圣皮埃尔-圣让、莱萨莱勒、马隆和埃尔兹。
蒂讷河畔马拉尔斯的时区为UTC+01:00、UTC+02:00（夏令时）。

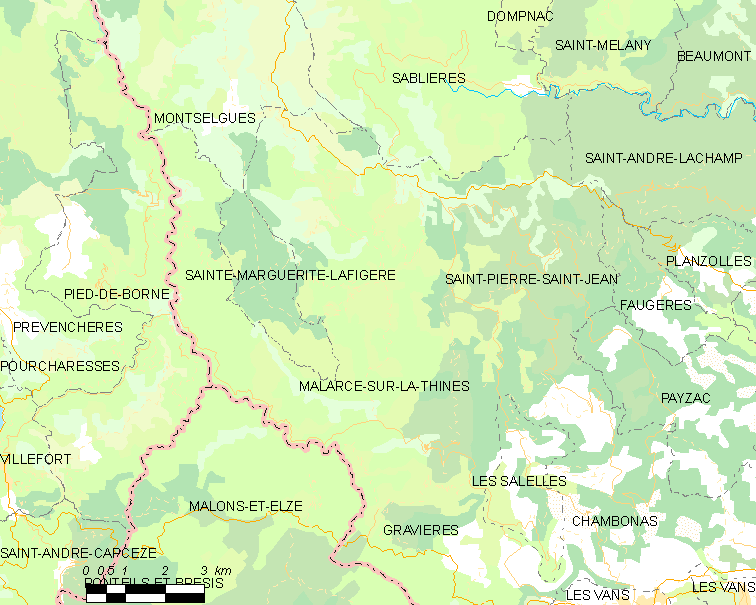
蒂讷河畔马拉尔斯的OSM定位图

## 行政
蒂讷河畔马拉尔斯的邮政编码为07140，INSEE市镇编码为07147。

## 政治
蒂讷河畔马拉尔斯所属的省级选区为阿尔代什塞文县。

## 人口

1962-2008年间蒂讷河畔马拉尔斯人口变化图示

蒂讷河畔马拉尔斯于2022年1月1日时的人口数量为257人。